# 口腔習癖
口腔習癖（こうこうしゅうへき）と は「歯列などの形態に悪影響を及ぼしうる口腔周囲の無意識の動作・口腔機能の異常・悪習癖」のことをいう。
口腔および周囲の骨、筋などの正常な機能は、呼吸、嚥下、咀嚼、発音など人間が生きていくために必須のものであり、これらの機能のための動作が口腔環境や形態を形づくっている。口腔周囲の動作(口腔機能)と形態の間には密接な相関関係があり、正常な機能は正常な形態をつくっていく。しかし、機能の問題である口腔習癖があると形態の問題を引き起こし結果として歯列に悪影響を及ぼす。逆に歯列形態が悪いことにより、機能を正常に保つことが難しくなり悪循環に陥ることもある。「癖」と名前がついているが、「問題のある異常機能」であり、 単純な「癖」とは分けて考えたほうがよいだろう。

## バクシネーターメカニズム
バクシネーターメカニズム(頰筋機能機構)という考え方がある。1952年にBrodieらが提唱した説で、「歯列は、口唇や頰筋などによる外側からの圧力と、舌による内側からの圧力のつり合いのとれたところに並ぶ」という考え方である。これに咬合力と萌出力を加えた4つの力のバランスで歯並びが決まる。口腔機能に問題がなければ、歯列は問題なく並ぶが、口腔習癖があると不正咬合になる。そのため、口腔機能訓練を行い、口腔習癖を改善する必要がある。

## 口腔習癖の種類
指しゃぶり、咬唇癖、舌突出癖、異常嚥下癖、口呼吸、口唇閉鎖不全、弄舌癖、構音障害、クレンチング、偏咀嚼、頬杖、うつ伏せ寝　など

## 口腔機能訓練
スポットトレーニング、ガーグルストップ、鼻呼吸テープ、鼻唄、ポスチャー、ドラックバック、ゼリートレーニング、りっぷるとれーなー、風船膨らまし、割り箸くわえ、ポッピング、ガムトレ口蓋、ぺこぱんだ、ミッドアンドスティック、フルフルスポット、リップトレーサー、ガムトレーニング、前合わせトレーニング、正中合わせトレーニング